# 기후엘로
기후엘로(스페인어: Guijuelo)는 스페인 카스티야이레온주 살라망카도에 위치한 지역이다. 2016년 기준으로 해당 지역의 인구는 5,630명이다.